# Jean Zewalt Triemer
Jean Zewalt Triemer ou Johann Sebald Triemer est un violoncelliste virtuose et compositeur allemand, né à Weimar vers 1700 et mort à Amsterdam en 1762.

## Biographie
Né à Weimar au début du XVIIIe siècle, Jean Zewalt Triemer vit pendant la période durant laquelle le violoncelle gagne en popularité en tant qu'instrument solo et d'orchestre. Pendant que Jean-Sébastien Bach écrit ses fameuses Suites pour violoncelle seul, Triemer apprend l'instrument à Weimar, où il étudie avec Gregor Christoph Eylenstein, violoncelliste et musicien de chambre du duc de Weimar.
Il apprend en parallèle la théorie avec Ehrbach, un autre musicien de Weimar, et devient membre de l'orchestre de la cour.
Considéré comme le premier violoncelliste virtuose en Allemagne, il est ajouté au Dictionnaire de 
la Musique de Gerber, publié en 1812, pour la renommée de ses concerts.
Triemer a beaucoup voyagé durant sa carrière : Il se rend à Hambourg en 1725 où il devient membre de l'orchestre du théâtre.
Deux ans plus tard, il se dirige vers Paris et y reste jusqu'en 1729. Il y continue ses études de composition auprès de Joseph Bodin de Boismortier. Après Paris, ses voyages l'emmènent à Alkmaar (Pays-Bas) et plus tard à Amsterdam, où il publie
une méthode de violoncelle en 1739, ainsi que ses Six Sonates pour Violoncelle et Continuo en 1745.
Triemer passe le restant de ses jours à Amsterdam, où il meurt en 1762.

## Œuvres

### Publications
- Méthode de violoncelle, 1739
- Six sonates pour Violoncelle et Continuo, 1745

### Les Six sonates pour violoncelle et continuo
Les Six sonates pour violoncelle sont révélatrice de la difficulté technique croissante qui apparait dans les écrits pour violoncelle des compositeurs du milieu du XVIIIe siècle. Elles permettent de situer le rôle de l'instrument vers la fin de la période baroque, lorsque le violoncelle passe progressivement d'instrument utilisé pour le continuo vers le statut d'instrument soliste.
On y trouve beaucoup de croisements de cordes, d'accords, et de passages exigeant une rapidité d'exécution pour la main gauche. Une autre difficulté est due à la proximité des voix entre le violoncelle et le continuo, qui doit faire attention à ne pas interrompre la première voix. Il est probable que Triemer ait conçu la partie de violoncelle en premier, et ait ajouté le continuo par la suite.
Ces sonates sont quelque peu tombées dans l'oubli, et sont peu étudiées à l'époque contemporaine.